# Автогенез
Автогене́з (от греч. αὐτός — «сам» и греч. γένεσις — «происхождение») — идеалистическая концепция, стремящаяся объяснить развитие живой природы воздействием на организм только внутренних нематериальных факторов («принцип совершенствования», «сила роста», «батмизм») без учёта воздействия внешних факторов.

## Описание
Идеи автогенеза развивали К. Бэр, А. Кёлликер, Л. С. Берг, Э. Коп, Ю. А. Филипченко. Автогенез критиковали Ч. Дарвин, К. А. Тимирязев, А. Н. Северцов, А. Вейсман и др.
Идея автогенеза близка к витализму и лежит в основе многих эволюционных теорий. В рамках некоторых из них она не исключает признания влияния внешних факторов на эволюцию жизни.